# Mausoleum von Lanuéjols

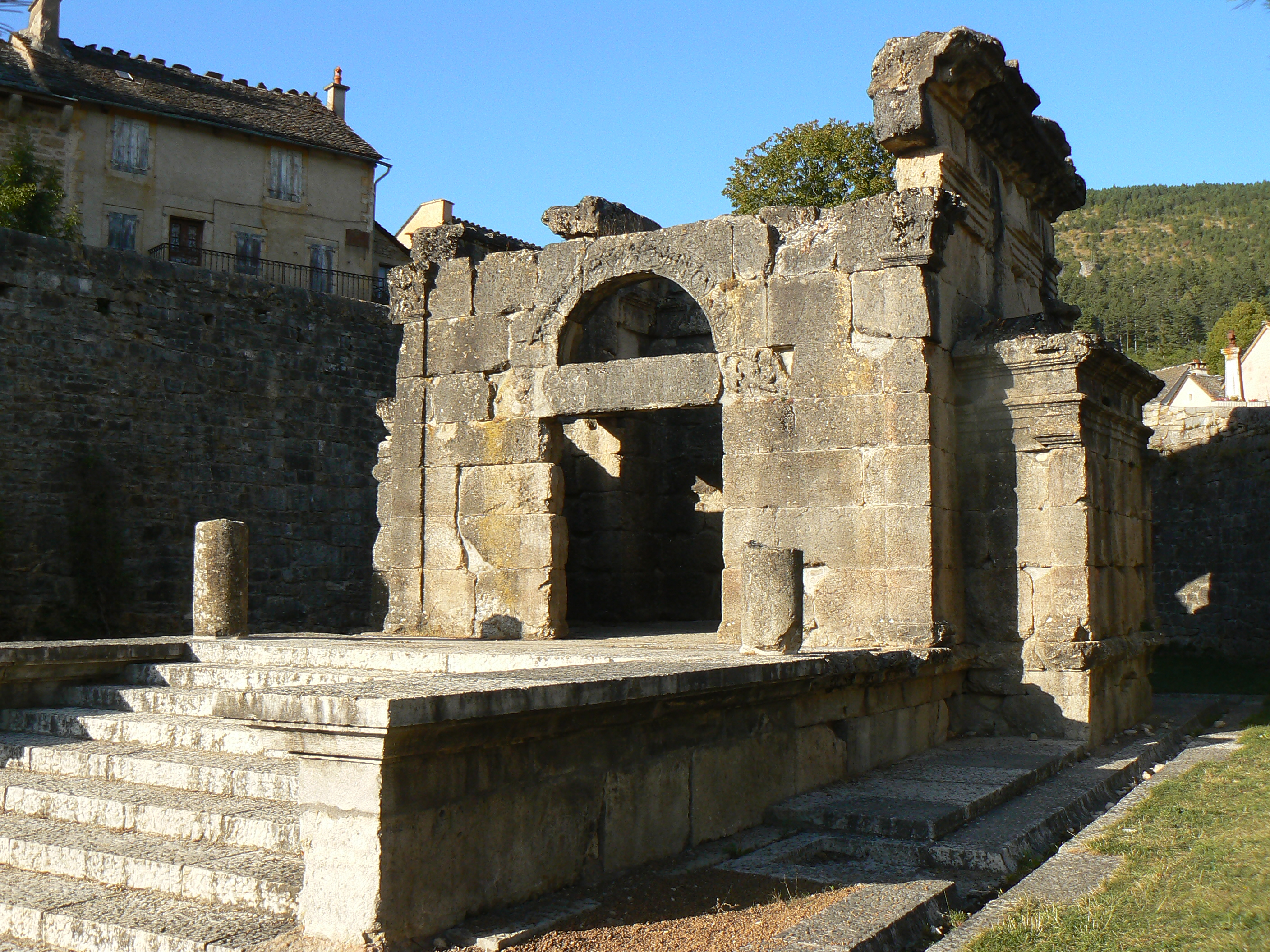
Gesamtansicht des Mausoleums

Das Mausoleum von Lanuéjols, auf dem Gebiet der Gemeinde Lanuéjols im Département Lozère gelegen, wurde zum Ende des 2. oder zum Anfang des 3. Jahrhunderts errichtet. Die im Tal des Valdonnez gelegene Stätte ließ eine vermögende Familie zum Andenken an ihre beiden Söhne bauen.

## Archäologische Ausgrabungen
Die Grabstätte wurde 1813 freigelegt. Die Bruchstücke des Kranzgesimses konnten erst 1840 geborgen werden. Das Monument wird als römische Grabstätte angesprochen und ist als Monument historique klassifiziert. Im Jahre 1880 wurden nur wenige Meter südlich des Mausoleums die Fundamente eines anderen Denkmals zutage gefördert.

## Beschreibung
Das Mausoleum auf dem Gebiet der Provinz Gallia Narbonensis wurde im Stil eines Mausoleum-Tempels erbaut, der in den Provinzen des Römischen Reiches ab Ende des ersten Jahrhunderts verbreitet war. Die Wände bestehen aus Kalksteinverbund. Die Morphologie des Baus steht in der Tradition des römischen Tempelbaus mit cella – und pronaos. Seine Hauptfassade ist mit Pilastern in korinthischer Ordnung, die mit Kapitellen abschließen, versehen. Das Denkmal befindet sich auf einem Podium, dem ein Treppenaufgang vorgebaut ist. Es wurde im Jahr 1999 restauriert.
Auf dem Sturz der cella findet sich eine Inschrift:
HONOR[I] ET MEMOR[I]AE LVCI(I) POMPON(II) BASSVL(I) ET L(VCII) POMP(ONII) / BALBIN(I) FILIORVM PI(I)SS[I]MORVM LVCIVS IVL[I]VS BASSIANVS PATER / ET POMPONIA REGOLA MATER AEDEM A FVNDAMENTO VS- / QUE CONSVMMAT[I]ONEM EXSTRVXERVNT ET DEDICAVERVNT / CVM AEDIFICIIS CIRCVMIACENTIBVS
Zur Ehre und zum Andenken an Lucius Pomponius Bassulus und an Lucius Pomponius Balbinus, der treuesten (ergebensten) Söhne haben der Vater Lucius Bassianus und die Mutter Pomponia Regola (diesen) Tempel von Grund auf bis zur Vollendung (zur Gänze?) mit den (ihn) umgebenden Gebäuden errichtet und geweiht.

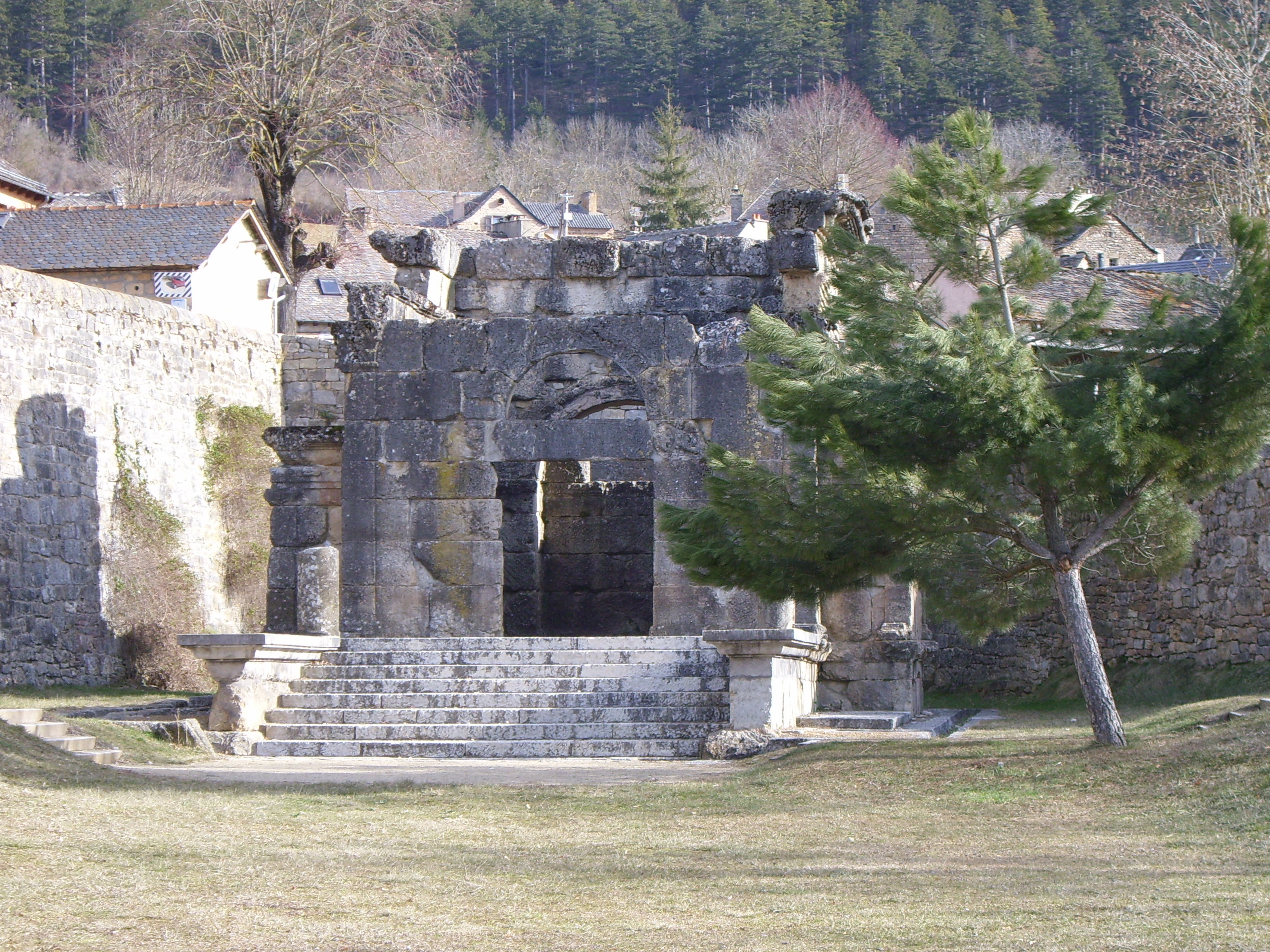
Mausoleum : Übersicht
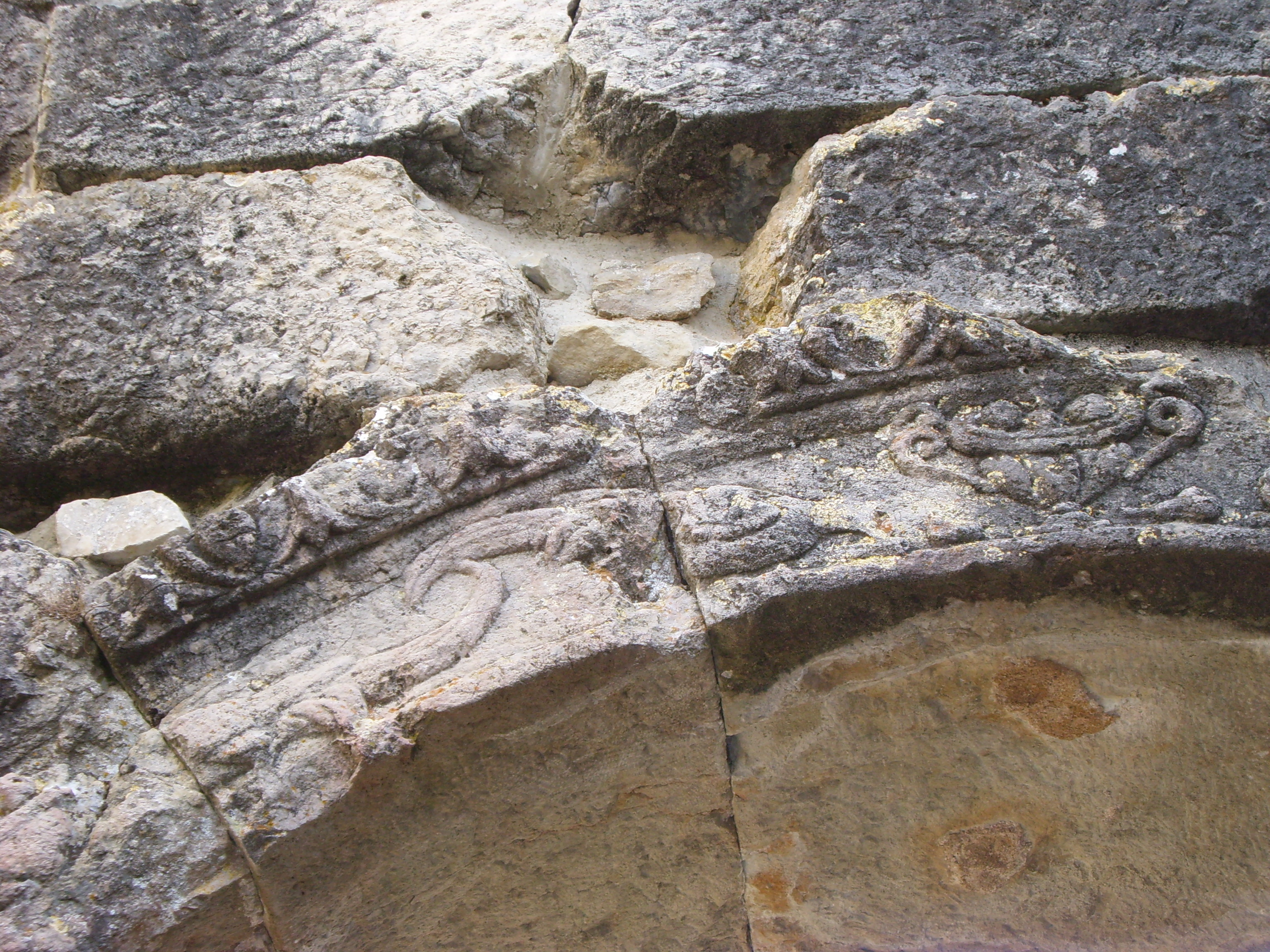
Détail der Archivolte innerhalb des Bogens der cella
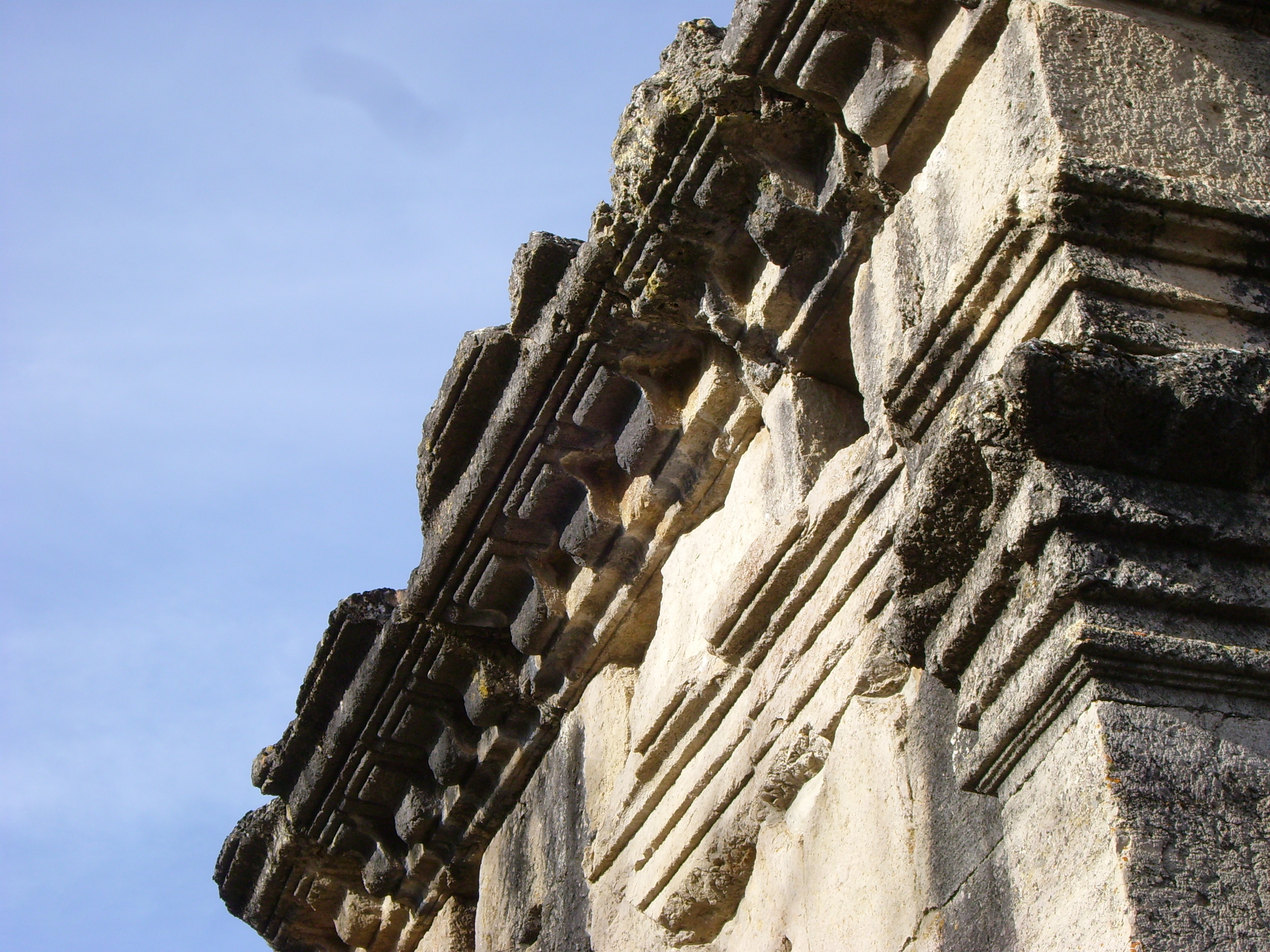
Détail der Süd-Ost Fassade
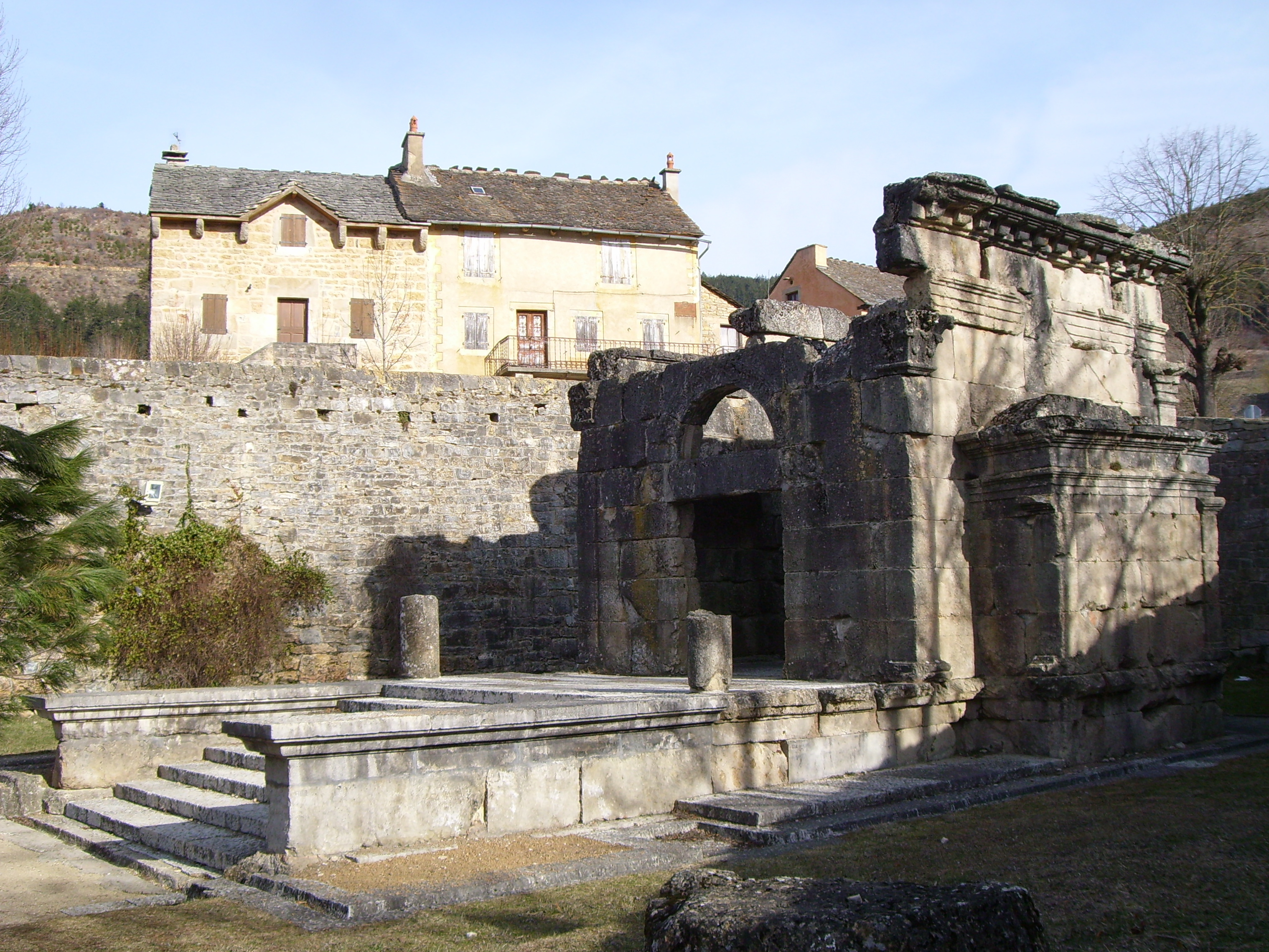
Treppenaufgang und Podest